# Добанчино
Добанчино́ — посёлок в Свердловской области России. Относится к Туринскому городскому округу, подведомственен территориальному органу местного самоуправления села Фабричный. Постоянного населения не имеет.

## Географическое положение
Добанчино расположено на левом берегу реки Туры, в 4 километрах к северо-северо-востоку от города Туринска (по автодороге — 6 километров).

### Климат
В Добанчине континентальный климат с холодной зимой и тёплым летом.